# Танки-ду-Пиауи

Танки-ду-Пиауи на карте штата.

Танки-ду-Пиауи (порт. Tanque do Piauí) — муниципалитет в Бразилии, входит в штат Пиауи. Составная часть мезорегиона Юго-восток штата Пиауи. Входит в экономико-статистический микрорегион Пикус. Население составляет 2620 человек на 2010 год. Занимает площадь 398,723 км². Плотность населения — 6,57 чел./км².

## Демография
Согласно сведениям, собранным в ходе переписи 2010 г. Национальным институтом географии и статистики (IBGE), население муниципалитета составляет:
| Полное население                               | Полное население                               | Полное население                               | Полное население                               | 2620  |
| ---------------------------------------------- | ---------------------------------------------- | ---------------------------------------------- | ---------------------------------------------- | ----- |
| в том числе:                                   | Городское население                            | 1239                                           | Процент городского населения, %                | 47,29 |
|                                                | Сельское население                             | 1381                                           | Процент сельского населения, %                 | 52,71 |
|                                                | Мужское население                              | 1276                                           | Процент мужского населения, %                  | 48,70 |
|                                                | Женское население                              | 1344                                           | Процент женского населения, %                  | 51,30 |
| Плотность населения, чел/км²                   | Плотность населения, чел/км²                   | Плотность населения, чел/км²                   | Плотность населения, чел/км²                   | 6,57  |
| Население муниципалитета в % к населению штата | Население муниципалитета в % к населению штата | Население муниципалитета в % к населению штата | Население муниципалитета в % к населению штата | 0,08  |

По данным оценки 2016 года, население муниципалитета составляет 2703 жителя.

## История
Город основан 14 декабря 1995 года.

## Статистика
- Валовой внутренний продукт на 2003 год составляет 3 692 560,00 реалов (данные: Бразильский институт географии и статистики).
- Валовой внутренний продукт на душу населения на 2003 год составляет 1471,73 реалов (данные: Бразильский институт географии и статистики).
- Индекс развития человеческого потенциала на 2000 год составляет 0,594 (данные: Программа развития ООН).